# Regeneração (ort)
Regeneração är en ort i Brasilien.   Den ligger i kommunen Regeneração och delstaten Piauí, i den östra delen av landet, 1 200 km nordost om huvudstaden Brasília. Regeneração ligger 177 meter över havet och antalet invånare är 13 608.
Terrängen runt Regeneração är platt. Regeneração är det största samhället i trakten.
Omgivningarna runt Regeneração är huvudsakligen savann. Runt Regeneração är det glesbefolkat, med 14 invånare per kvadratkilometer.